# Knokke-Heist-Bredene
La Knokke-Heist-Bredene era una corsa in linea femminile di ciclismo su strada che si svolgeva in Belgio. Dal 2011 al 2013 fece parte del Calendario internazionale femminile UCI come gara di classe 2.1.

## Albo d'oro
Aggiornato all'edizione 2013..
| Anno | Vincitrice        | Seconda             | Terza             |
| ---- | ----------------- | ------------------- | ----------------- |
| 2010 | Emma Silversides  | Helene Vandermassen | Grace Verbeke     |
| 2011 | Winanda Spoor     | Heleen van Vliet    | Christine Majerus |
| 2012 | Liesbeth De Vocht | Else Belmans        | Maaike Polspoel   |
| 2013 | Giorgia Bronzini  | Jolien D'Hoore      | Martina Zwick     |